# Guérin d'Arcy
Pour les articles homonymes, voir D'Arcy.
Guérin d'Arc(e)y, né à Troyes et mort le 10 août 1376 à Chartres, est un prélat français du XIVe siècle.

## Biographie
Guérin d'Arcey, docteur en droit, est auditeur de rote romaine et trésorier de l'église métropolitaine de Reims. Il devient évêque de Chartres en 1369-1370 par la protection du pape Grégoire XI.
En 1372, il est l'exécuteur testamentaire de Guy de Boulogne, cardinal-évêque du diocèse suburbicaire de Porto-Santa Rufina. 